# Carmelo (Uruguay)
Carmelo ist eine Stadt im Südwesten Uruguays.

## Geographie
Carmelo liegt auf dem Gebiet des Departamento Colonia in dessen Sektor 6 an der Mündung des Arroyo de las Vacas, an dessen nördlichem, rechtsseitigen Ufer die Stadt gelegen ist, in den Río de la Plata. An der Rio de la Plata-Seite, westlich gegenüberliegend erstreckt sich das Paraná Delta. Die Entfernung zur südöstlich von Carmelo gelegenen Departamento-Hauptstadt Colonia beträgt 75 Kilometer, während die Landeshauptstadt Montevideo rund 235 Kilometer östlich liegt. Nordwestlich von Carmelo befinden sich der Ort Zagarzazú und die Stadt Nueva Palmira.

## Geschichte
Die Stadt wurde am 12. Februar 1816 durch José Gervasio Artigas gegründet. Am 17. August 1920 erfolgte aufgrund des Ley No. 7.257 die Einstufung Carmelos als Ciudad (Stadt).

## Infrastruktur

### Bildung
Carmelo verfügt über zwei weiterführende Schulen (Liceo). Dies sind das 1931 gegründete Liceo Nº 1 de Carmelo "Dr. David Bonjour" und das seit dem 24. März 2003 bestehende Liceo Nº 2 de Carmelo (Liceo de Bachillerato).

### Kultur
Einmal jährlich im Februar findet im in einer Weinbauregion gelegenen Carmelo das Festival Nacional de la Uva genannte Weinfest statt.

### Verkehr
In verkehrstechnischer Hinsicht ist die Stadt über die die Städte Mercedes und Colonia verbindende, durch Carmelo führende Ruta 21 an das überregionale Straßennetz und somit auch an den interdepartamentalen Buslinienverkehr angeschlossen. Regelmäßige Linienverbindungen existieren mit Colonia, Montevideo, Mercedes, Fray Bentos, Paysandú und Salto über das Unternehmen Chadre. Carmelo verfügt zudem über einen eigenen Flughafen, auf dem im Jahr 2009 insgesamt 2700 Flugbewegungen, davon 2000 internationale Flüge und 700 Inlandsflüge, mit 2350 Passagieren (1900 international, 450 national) registriert wurden. Auch ein Fähranlieger befindet sich in der Stadt, über den ein regelmäßiger Fährverkehr mit der argentinischen Stadt Tigre abgewickelt wird. 2022 nutzen 7600 Passagiere diese Linie.

### Wirtschaft und Sehenswürdigkeiten
Das Zentrum der Stadt bildet der Plaza Independencia, während die Straße des 19. April ("19 de Abril") die Haupteinkaufsstraße darstellt und an die Brückenquerung des Arroyo de las Vacas zu einem südlich der Stadt gelegenen Erholungsgebiet angeschlossen ist. Am Flussufer des de las Vacas befindet sich mit dem Playa Seré ein Badestrand. In kultureller Hinsicht erwähnenswert ist das lokalhistorisch ausgerichtete Archivo y Mudeo Parroquial sowie die 1830 erbaute Kirche Santuario del Carmen.

## Einwohner und Bevölkerungsentwicklung
Mit einer Einwohnerzahl von 18.041 (Stand: 2011), davon 8.545 männliche und 9.496 weibliche, ist sie die zweitgrößte Stadt des Departamentos.
| Jahr | Einwohner |
| ---- | --------- |
| 1963 | 12.680    |
| 1975 | 13.707    |
| 1985 | 14.278    |
| 1996 | 16.658    |
| 2004 | 16.866    |
| 2011 | 18.041    |

Quelle:

## Klima
Carmelo liegt in einer gemäßigten Klimazone, mit Temperaturen zwischen 3 und 5 °C im Winter und durchschnittlich 25 °C im Frühling und Sommer.

## Stadtverwaltung
Bürgermeister (Alcalde) von Carmelo ist Alejandro Brusco.

## Söhne und Töchter der Stadt
- Miguel Andreolo (1912–1981), Fußballspieler
- Juan Francisco Aragone (1883–1953), Erzbischof von Montevideo
- Roberto Bertolino, Schriftsteller
- Daniel Bianchi, Mediziner und Politiker
- Atilio François Baldi (1922–1997), Radsportler, El León del Carmelo (= Der Löwe von Carmelo) genannt
- Gustavo Pérez (1935–2012), Ruderer
- Luis Aguiar (1939–2022), Ruderer
- Raúl Torrieri (* 1939), Steuermann im Rudern
- Ismael Espiga (* 1978), Fußballspieler
- Juan Carlos Mareco (1926–2009), "Pinocho" – Schauspieler und Komiker
- Gonzalo Pérez Iribarren (1936–1998), Mathematiker
- José Reinoso (* 1971), Jazzmusiker
- Bernardo Roselli (* 1965), Schachspieler
- Fabricio Silva (* 1990), Fußballspieler
- Alfredo Ximénez (1930–2012), Mammaloge
- Lilián Zetune (* 1940), Chorleiterin